# Britisch-dänische Beziehungen
Die Britisch-dänischen Beziehungen sind das zwischenstaatliche Verhältnis zwischen Dänemark und dem Vereinigten Königreich. Die Beziehungen zwischen den britischen Inseln und Dänemark reichen bis ins frühe Mittelalter zurück, als dänische Wikinger große Gebiete in England beherrschten. Zwischen 1014 und 1035 bestand für knapp 20 Jahre das englisch-dänisch-norwegische Nordseereich unter Knut dem Große. Danach trennten sich die Wege beider Nationen, jedoch kam es immer wieder zu Interaktionen, darunter Hochzeiten zwischen den Königshäusern beider Staaten. Im 18. und 19. Jahrhundert verlor Dänemark seinen Status als Großmacht und wurde außenpolitische neutral. Trotz seiner Neutralität wurde es 1940 von NS-Deutschland besetzt und schließlich 1945 mit britischer Hilfe befreit. Nach dem Ende des Zweiten Weltkriegs wurden Dänemark und das Vereinigte Königreiche enge Verbündete im Rahmen der NATO und der Europäischen Union (bis zum Brexit 2020). Heute verbinden beide Staaten freundschaftliche Beziehungen.

## Geschichte

### Mittelalter

Das anglo-skandinavische Reich Knuts des Großen

In der Völkerwanderungszeit wanderten die Angeln und Jüten im 5. Jahrhundert n. Chr. aus Gebieten im heutigen Dänemark und Norddeutschland auf die britischen Inseln ein. Im späten 9. Jahrhundert eroberten und besiedelten dänische Wikinger große Teile Nord- und Ostenglands (das sogenannte Danelag) und hinterließen dort dauerhafte Siedlungsspuren. Im frühen 11. Jahrhundert begründete der dänische König Knut der Große ein „Nordseereich“, indem er als König von England, Dänemark und Norwegen über ein vereintes Reich herrschte. Nach dem Ende der dänischen Herrschaft in England (1042) normalisierten sich die Kontakte allmählich und verlagerten sich auf Handel und dynastische Beziehungen. So gelangten 1469 die Shetlandinseln – nachdem der dänische König Christian I. eine Mitgiftzahlung schuldig blieb – als Pfand einer Heiratsvereinbarung an die schottische Krone. Im späten Mittelalter wurden erste offizielle diplomatische Kontakte dokumentiert; 1401 etwa sandte Königin Margarethe I. von Dänemark ein Schreiben an König Heinrich IV. von England. Über die Ostsee- und Nordsee-Handelsrouten (z. B. im Rahmen der Hanse) bestanden zudem frühwirtschaftliche Verbindungen zwischen beiden Reichen.

### Frühe Neuzeit
In der Frühen Neuzeit intensivierten sich die politischen und familiären Verflechtungen. Beide Länder vollzogen im 16. Jahrhundert die Reformation (England wurde anglikanisch, Dänemark lutherisch) und pflegten zeitweise Bündnisse auf protestantischer Basis. 1589 heiratete König Jakob VI. von Schottland (der spätere Jakob I. von England) Prinzessin Anna von Dänemark, was die dynastischen Beziehungen festigte. Im 17. Jahrhundert gab es wechselseitige Gesandtschaften und Koalitionen, etwa im Dreißigjährigen Krieg, als Dänemark und England protestantische Interessen auf dem europäischen Kontinent verfolgten. Während des Großen Nordischen Krieges (1700–1721) kämpften Großbritannien (in Personalunion mit Hannover) und Dänemark phasenweise als Verbündete gegen die Vormachtstellung Schwedens im Ostseeraum. 1715 unterstützte Großbritannien durch diplomatische Garantien die dänischen Ansprüche in Schleswig, und 1727 trat Dänemark dem von Großbritannien geführten Hannoveraner Bündnis bei. Zur Festigung der Beziehungen wurde 1743 die britische Prinzessin Louise (Tochter König Georgs II.) mit dem dänischen Kronprinzen (dem späteren König Friedrich V.) verheiratet. In der zweiten Hälfte des 18. Jahrhunderts verfolgte Dänemark eine strikte Neutralitätspolitik in den europäischen Konflikten. Diese dänische Neutralität (u. a. im Rahmen der „Bewaffneten Neutralität“ während der Koalitionskriege) führte jedoch gegen Ende des Jahrhunderts zu wachsenden Spannungen mit den Briten.

### 19. Jahrhundert bis Zweiter Weltkrieg

Battle of Copenhagen (1801)

Zu Beginn des 19. Jahrhunderts gerieten Dänemark und Großbritannien infolge der napoleonischen Kriege in direkte Konfrontation. Nachdem Dänemark 1800 einem französisch-russisch geführten Neutralitätsbündnis beigetreten war, griff eine britische Flotte 1801 Kopenhagen an und zwang die dänische Flotte in der Seeschlacht von Kopenhagen zur Kapitulation. 1807 eskalierte der Konflikt erneut: In Erwartung eines dänischen Bündnisses mit Napoleon besetzten britische Truppen Kopenhagen und beschossen die Stadt mehrere Tage, bis die dänische Flotte übergeben wurde. Dänemark trat daraufhin auf die Seite Napoleons und beteiligte sich an der Kontinentalsperre, wurde jedoch 1814 von Schweden zur Kapitulation gezwungen. Im Frieden von Kiel 1814 musste Dänemark Norwegen an Schweden sowie die Nordsee-Insel Helgoland an Großbritannien abtreten. Nach diesen Ereignissen verbesserten sich die Beziehungen im weiteren 19. Jahrhundert. 1863 heiratete die dänische Prinzessin Alexandra den britischen Thronfolger (den späteren König Edward VII.), was die familiären Bande zwischen den Königshäusern vertiefte. Während des Deutsch-Dänischen Krieges von 1864 versuchte Großbritannien vergeblich zu vermitteln; schließlich musste Dänemark die Herzogtümer Schleswig und Holstein an Preußen und Österreich abtreten.
In der Folge blieb Dänemark neutral, als Großbritannien im Ersten Weltkrieg auf Seiten der Triple Entente gegen die Mittelmächte kämpfte. Nach dem Krieg unterstützten britische Diplomaten die 1920 durchgeführte Volksabstimmung, die Nordschleswig (Sønderjylland) an Dänemark zurückführte. Im Zweiten Weltkrieg wurde Dänemark 1940 von Deutschland besetzt, wobei die dänische Exilregierung in London Zuflucht fand. Um einem deutschen Zugriff zuvorzukommen, besetzten britische Streitkräfte im April 1940 die dänischen Färöer-Inseln und im Mai das damals ebenfalls dänische Island und versprachen, diese bis zur Befreiung Dänemarks zu schützen. Am 4. Mai 1945 gab Feldmarschall Bernard Montgomery die Kapitulation der deutschen Truppen in Dänemark bekannt. Am folgenden Tag zogen britische Einheiten unter dem Jubel der Bevölkerung in Kopenhagen ein und beendeten die fünfjährige Besatzungszeit.

### Beziehungen nach 1945

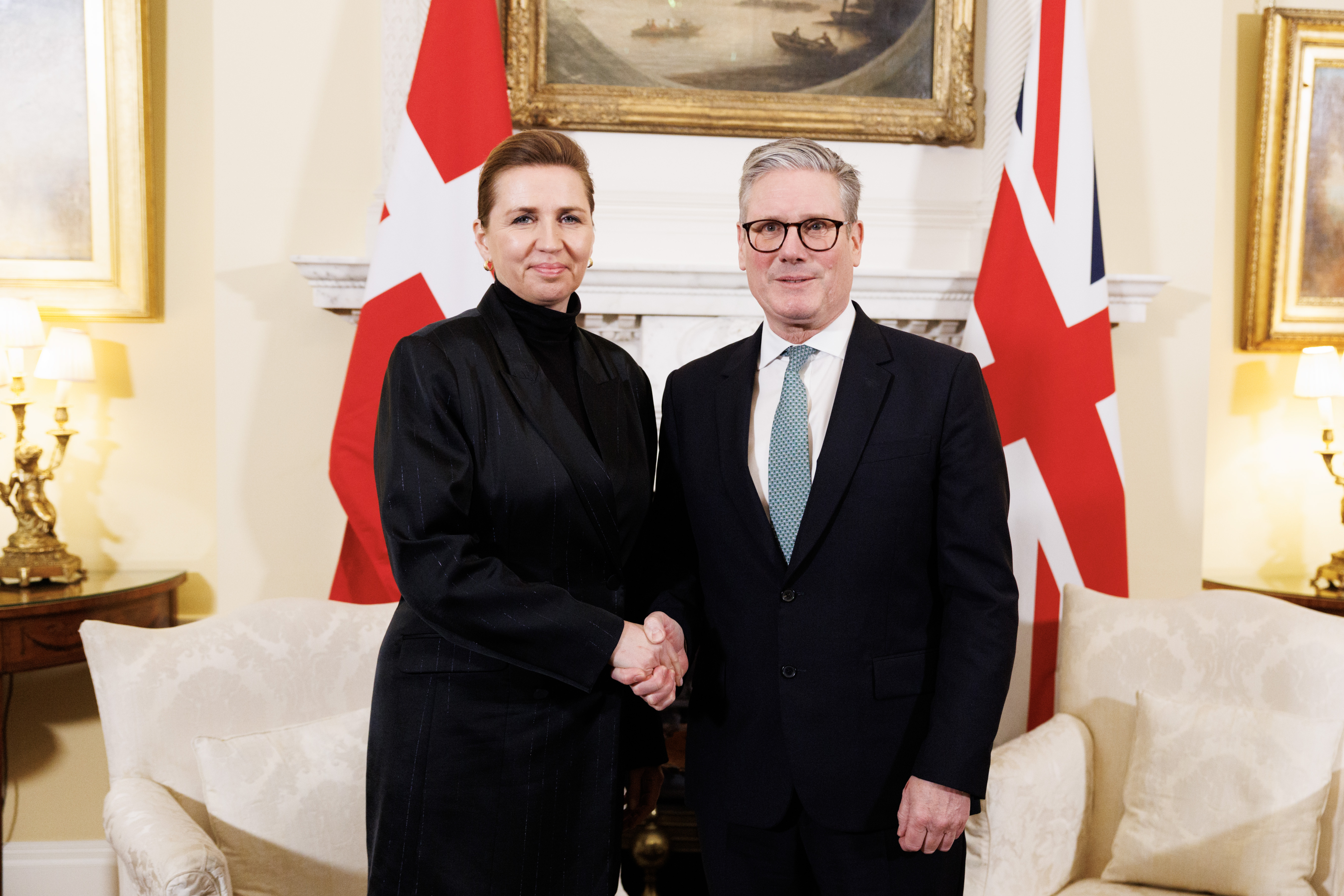
Mette Frederiksen mit Keir Starmer (2021)

Nach 1945 entwickelten sich die britisch-dänischen Beziehungen in einem partnerschaftlichen Rahmen auf Basis gemeinsamer Bündnisse. Beide Länder gehörten 1949 zu den Gründungsmitgliedern der NATO und arbeiteten im Kalten Krieg eng in der westlichen Allianz zusammen. Dänemark schloss sich 1960 gemeinsam mit Großbritannien der Europäischen Freihandelsassoziation (EFTA) an. 1973 traten Dänemark und Großbritannien gemeinsam der Europäischen Gemeinschaft (EG) bei. In den folgenden Jahrzehnten galten beide Staaten als pro-atlantisch und EU-skeptisch geprägt; sie setzten sich innerhalb der EU häufig für zurückhaltende Integration und transatlantische Kooperation ein. So behielt Dänemark wie Großbritannien zahlreiche Vorbehalte gegenüber einer Vertiefung der EU und erwirkte Opt-outs (beispielsweise in der Währungsunion). In sicherheitspolitischen Fragen arbeiteten London und Kopenhagen eng zusammen. Dänemark beteiligte sich an der Seite Großbritanniens an mehreren internationalen Militäreinsätzen – etwa im Kosovo-Krieg der 1990er Jahre und im Krieg gegen den Terror. Insbesondere unterstützte Dänemark 2003 die von den USA und Großbritannien geführte Koalition der Willigen  und entsandte u. a. eine Fregatte, ein U-Boot sowie rund 400 Soldaten in den Irakkrieg. Das Brexit-Referendum 2016 und den folgenden EU-Austritt Großbritanniens 2020 nahm Dänemark mit Bedauern zur Kenntnis, dass ein wichtiger Partner die EU verließ. Im Juni 2023 unterzeichneten die Außenminister beider Staaten in London eine gemeinsame Erklärung, um die Zusammenarbeit nach dem Brexit weiter auszubauen. Dieses Abkommen sieht eine Vertiefung der Partnerschaft in Bereichen wie Außen- und Sicherheitspolitik, Wirtschaft, Wissenschaft und Technologie, Migration sowie der Energiewende vor.

## Wirtschaftsbeziehungen
Wirtschaftlich sind das Vereinigte Königreich und Dänemark seit dem 19. Jahrhundert eng verflochten. Bereits um 1900 gehörte Großbritannien zu den wichtigsten Absatzmärkten der dänischen Landwirtschaft: Etwa 90 % der dänischen Fleischexporte (v. a. Schinken und Speck) gingen in dieser Zeit nach Großbritannien und machten rund ein Fünftel der gesamten dänischen Ausfuhren aus. Dänische Butter und „Danish Bacon“ erlangten im Vereinigten Königreich einen so guten Ruf, dass sie bis weit ins 20. Jahrhundert hinein einen bedeutenden Marktanteil behaupteten. Seit dem gemeinsamen Beitritt zum europäischen Binnenmarkt 1960 haben sich die Wirtschaftsbeziehungen noch weiter vertieft und diversifiziert. Großbritannien entwickelte sich zu einem der größten Exportmärkte Dänemarks (2021 Rang 4 mit ca. 6 % Anteil an den dänischen Exporten). Umgekehrt ist Dänemark zwar für das deutlich größere Vereinigte Königreich zwar nur ein mittelgroßer Handelspartner, zählt dort aber zu den wichtigsten nordischen Lieferländern (Rang 23 im britischen Außenhandel, etwa 1 % des gesamten UK-Handelsvolumens 2024). Der bilaterale Handel erstreckt sich auf Waren (z. B. Maschinenbau, Pharmazeutika, Nahrungsmittel) und Dienstleistungen (u. a. Schifffahrt, Finanzdienste).
Beide Staaten investieren auch wechselseitig umfangreich – so bestehen zahlreiche britische Firmenzweigstellen in Dänemark und umgekehrt. Im Energiesektor arbeiten Dänemark und das Vereinigte Königreich eng zusammen: Dänische Unternehmen sind führend am Ausbau britischer Offshore-Windparks beteiligt (so liefert das dänische Unternehmen Ørsted mit dem Offshore-Windpark Hornsea 2 in der Nordsee Strom für Millionen britischer Haushalte).

## Kulturbeziehungen
Die historischen und kulturellen Verbindungen zwischen Briten und Dänen sind vielfältig. Beide Monarchien sind durch mehrere dynastische Ehen verbunden und entstammen dem Haus Schleswig-Holstein-Sonderburg-Glücksburg und bis heute pflegen die Königshäuser beider Länder deshalb ein enges Verhältnis. In beiden Staaten besteht eine gegenseitige Präsenz von Expat-Gemeinden, die zum Kulturaustausch beiträgt: Schätzungsweise 30.000 dänische Staatsbürger leben im Vereinigten Königreich, während etwa 19.000 Briten in Dänemark ansässig sind. Dänemark zählt zu den Ländern mit der höchsten Englischkompetenz, was die Rezeption britischer Kultur erleichtert – britische Musik, Literatur und Medien haben in Dänemark eine breite Anhängerschaft. Gleichzeitig finden dänische Kultur und Lebensart im Vereinigten Königreich Interesse: So erlangte in den 2010er-Jahren das dänische Konzept der Hygge (Gemütlichkeit) auch in Großbritannien Popularität, und dänische Unternehmen expandierten mit Design, Gastronomie und Mode auf den britischen Markt. In London gibt es dänische Bäckereiketten und jährliche Kulturfeste, die dänische Küche und Traditionen präsentieren. Auch im Sport bestehen enge Verbindungen – insbesondere im Fußball haben mehrere dänische Fußballspierl (z. B. Christian Eriksen oder Rasmus Højlund) in England gespielt und der englische Fußball ist in Dänemark sehr populär.
Kulturelle Kooperation wird zudem durch Institutionen wie das Dänische Kulturinstitut in Großbritannien, Städtepartnerschaften und den akademischen Austausch gefördert. Insgesamt sind die gesellschaftlichen Beziehungen von gegenseitiger Wertschätzung geprägt; Umfragen zeigen regelmäßig, dass Dänemark im Vereinigten Königreich als modernes, eng befreundetes Land wahrgenommen wird und umgekehrt Großbritannien in Dänemark kulturell und historisch einen besonderen Stellenwert genießt.

## Diplomatische Standorte
- Dänemark unterhält eine Botschaft in London.
- Das Vereinigte Königreich unterhält eine Botschaft in Kopenhagen.

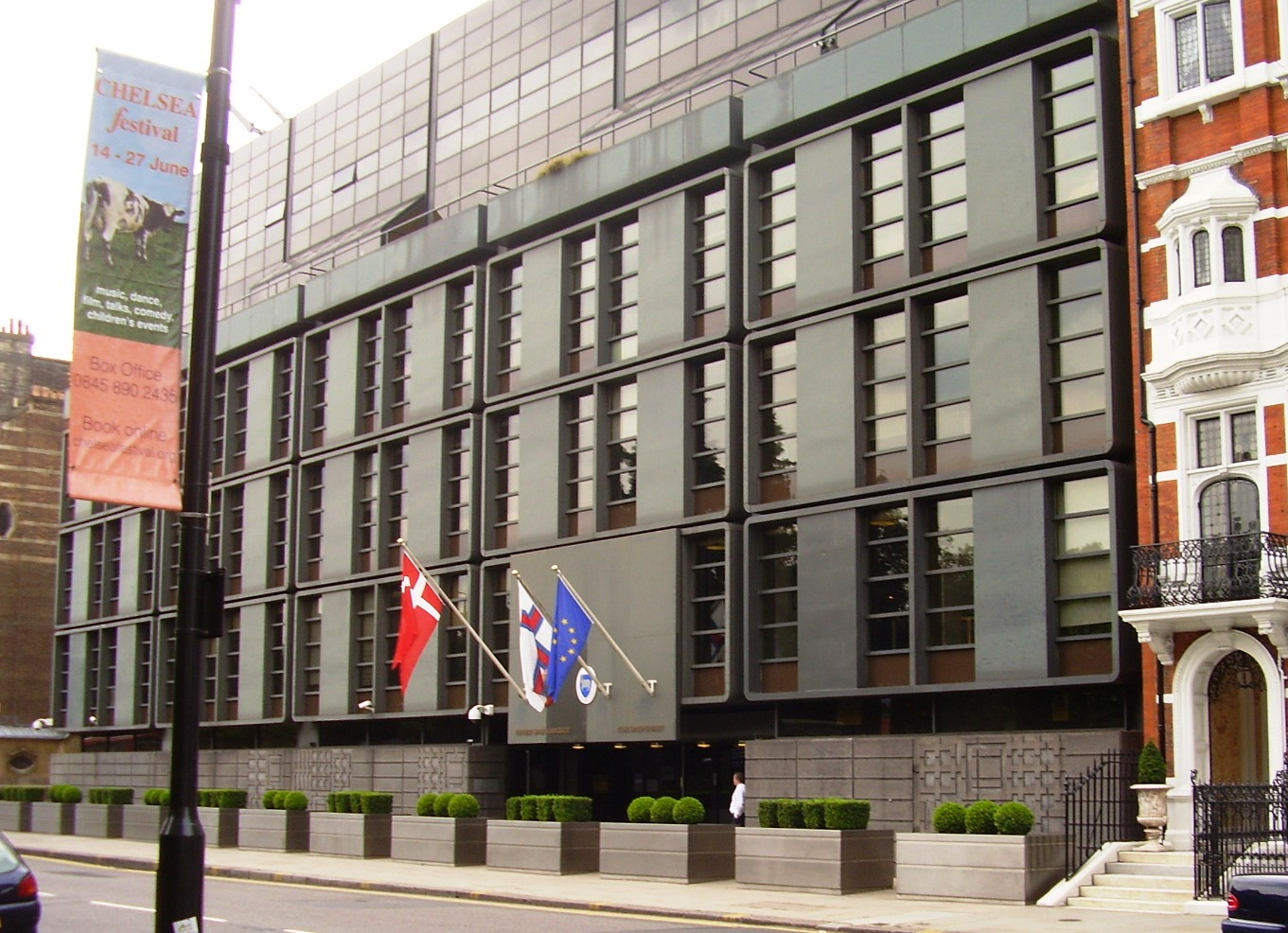
Dänische Botschaft in London